# 센쥬노마에

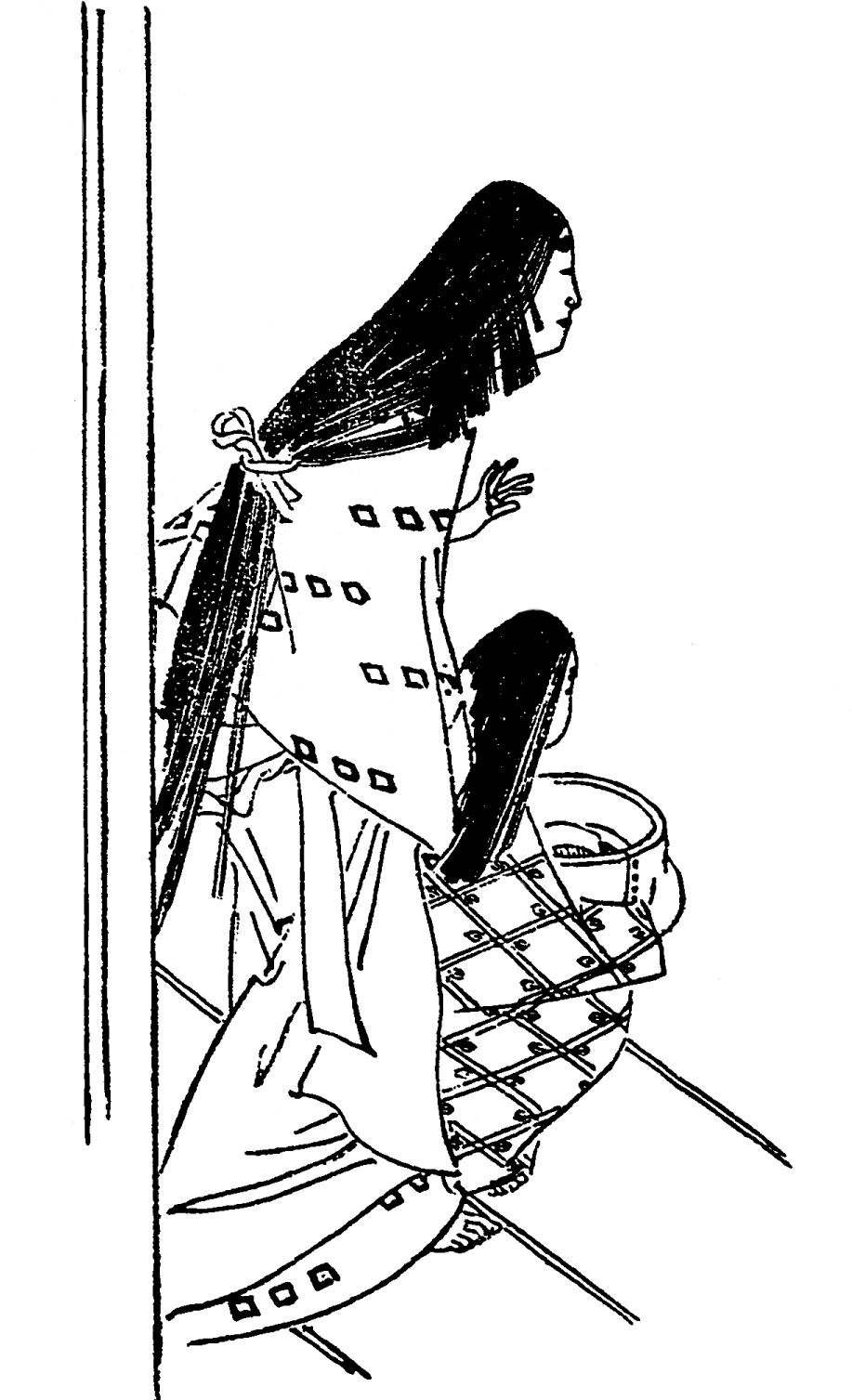
센쥬노마에 / 에도 시대『젠켄코지츠(前賢故実)』에서. 키쿠치 요사이 그림

센쥬노마에(일본어: 千手の前 せんじゅのまえ[*], 에이만 원년 (1165년) - 분지 4년 4월 25일 (1188년 5월 23일))는 헤이안 시대 말기의 여성이다. 『헤이케모노가타리』에 의하면 스루가국 테고시 나가모노(手越長者)의 딸이다. 하지만, 『헤이케모노가타리』나 『아즈마카가미』는 조작도 많기 때문에, 실재했는지에 대해서는 의심을 받고 있다.

## 생애
센쥬는 미나모토노 요리토모의 관녀(官女)가 되었고, 후에는 호죠 마사코 소속 뇨보가 되었다. 온화한 성격의 여성이었다고 한다.
주에이 3년 (1184년) 3월 27일, 이치노타니 전투에서 포로가 된 타이라노 시게히라가 이즈고쿠후에 도착했다.
시게히라는 타이라노 키요모리의 5남으로, 정3위 중장 관직을 갖고있는 귀인이었지만, 지쇼 4년 (1180년)에 남부 (나라)로 쳐들어가 고후쿠지, 도다이지를 불태운 남도소탕(南都焼討)을 한 대장이었다.
다음날인 28일, 시게히라와 대면한 요리토모가 "인 (고시라카와 법황)의 노여움을 달래기 위해, 또 돌아가신 아버지 (미나모토노 요시토모)의 원수를 갚기 위해 거병해, 타이라씨를 퇴치하고, 이렇게 당신과 대면하게 된 것은 기쁜일이다. 언젠가 무네모리 공과도 대면할 수 있겠죠.(院（後白河法皇）の怒りを慰めるため、また亡き父（源義朝）の仇を討つために挙兵し、平氏を退治でき、こうして貴方と対面できたことは喜ばしいことだ。いずれは宗盛殿とも対面できるでしょう)라고 말하자, 시게히라는 "원래 겐페이는 함께 조정을 수호하는 사람이었다. 그런데 근래에는 헤이케만이 조정을 수호하게 되었고, 20여 년의 영화를 이루었는데, 지금은 운이 다하여 이렇게 잡혔습니다. 무가인 이상, 적에 손에 걸려 목숨을 잃는 것은 부끄러운 일이 아니다. 어서 빨리 이 목을 베어주었으면 합니다.(そもそも源平は共に朝廷を守護する者であった。ところが近年は平家のみが朝廷を守護することになり、20余年の栄華を極めたるに、今は運尽きてこうして捕えられました。武家である以上は敵の手にかかって命を落とすのは恥ではない。すぐにこの首をはねていただきたい)"라고 당당하게 말했다.
요리토모는 시게히라의 기량에 감복하여 정중히 대접하기로 하고, 카노 무네시게 (시게미츠의 아들)에게 맡겼다. 4월 8일, 시게히라는 가마쿠라로 옮겨져, 고쇼 내에 처소 하나를 받았다.
4월 20일, 목욕을 허락받고, 밤이 되면 요리토모의 배려로 후지와라노 쿠니미치, 쿠도 스케츠네 (무네시게의 사촌), 그리고 관녀인 센쥬가 보내져, 무료함을 달래기 위한 잔치가 벌어졌다. 스케츠네가 북을 치고, 센쥬가 비파를 켜고, 시게히라가 가로피리를 불었다. 아악의 「오상락(五常楽)」을 불자, 시게히라가 "나는 관직에서 쫓겨난 사람이니 후생락이다.(自分は解官された身だから後生楽と云うのだ)"라며 농담을 했다. 또, 「황상급(皇しょう急)」을 불자, "왕생급(왕생)을 서두른다(往生急（往生（死）を急ぐ）のだ)"라고 즐거워했다. 밤이 깊어, 센쥬 일행들이 돌아가려고 하자, 시게히라는 이를 붙들어 술잔을 기울이게 하고, 시가를 노래부르고, 한초의 고사를 말하며 "촉이 어두워지는 것은 우미인 (항우의 처)의 눈물, 밤이 깊어지는 것은 사면초가의 소리(燭が暗くなるのは虞美人（項羽の妻）の涙、夜が更けるのは四面楚歌の声さ)"라고 말했다.
이틑날, 쿠니미치는 요리토모에게 연회의 모습을 "예능, 언동 모두 매우 뛰어난 분이었습니다.(芸能、言動ともにとても優れた方でした)"라고 보고했다. 요리토모는 체면때문에 연회에 동석하지 않은 것을 후회했다. 요리토모는 센쥬를 시게히라의 곁에서 섬기게 했고, 스케츠네에게 "시골 여자도 좋은 법입니다.(田舎の女もよいものですよ)"라고 전하게 했다. 그리하여, 센쥬는 포로인 시게히라를 섬기게 되었다.
시게히라와 센쥬와의 생활은 오래가지 못했고, 단노우라 전투에서 헤이케가 멸망한 후인 겐랴쿠 2년 (1185년) 6월 9일, 시게히라는 남도대중의 강력한 요구에 의해 인도받게 되어 가마쿠라를 떠났다. 같은 달 23일, 시게히라는 키즈가와에서 참수되었다.
그 3년 후인 분지 4년 (1188년) 4월 22일, 마사코의 뇨보로서 섬기던 센쥬는 실신해, 얼마후 깨어나지만, 3일 후인 25일에 불과 24세의 나이로 사망했다. 가마쿠라의 사람들은 센쥬가 죽은 시게히라를 조석으로 연모하고, 그 탄식이 쌓여 병이 되었을 것이라고 추측했다 (『아즈마카가미』).
『헤이케모노가타리』에서, 센쥬는 출가하여, 시나노국 젠코지에 들어가, 시게히라의 명목을 빌었다.
가마쿠라에서의 시게히라와 센쥬와의 관계는『헤이케모노가타리』의 한 구절이며, 이를 바탕으로 노의 연목에 시게히라와 센쥬의 하룻밤을 그리는 『센쥬(千手)』가 있다. 또, 시즈오카시 스루가구 테고시에 쇼쇼이 신사(少将井神社)에는 센쥬의 상이 있다.

## 같이 보기
- 타이라노 시게히라
- 헤이케모노가타리
- 유메가타리 시리즈